# كابستر-دو-ماري-جالانت
كابستر-دو-ماري-جالانت هي بلدية فرنسية يسكنها 3352 نسمة (حسب إحصاء 1 يناير 2011)، وهي تقع في إقليم جوادلوب.

## معرض صور

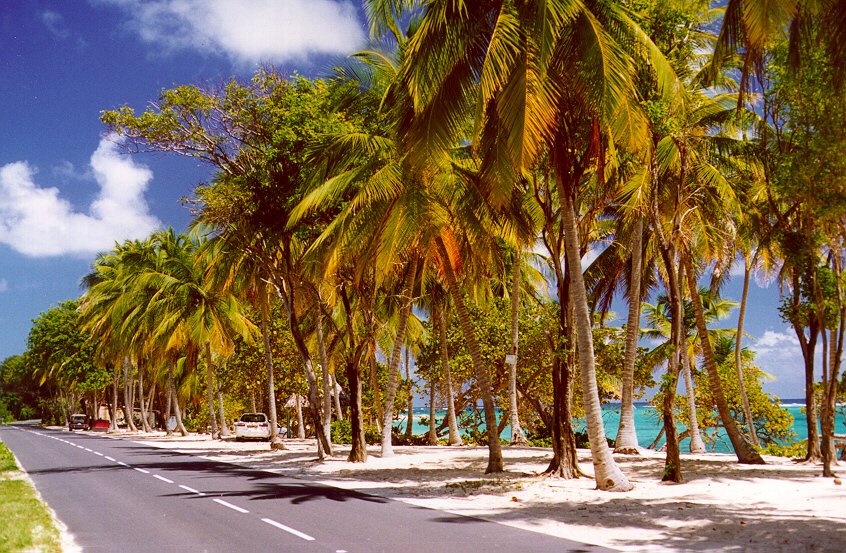
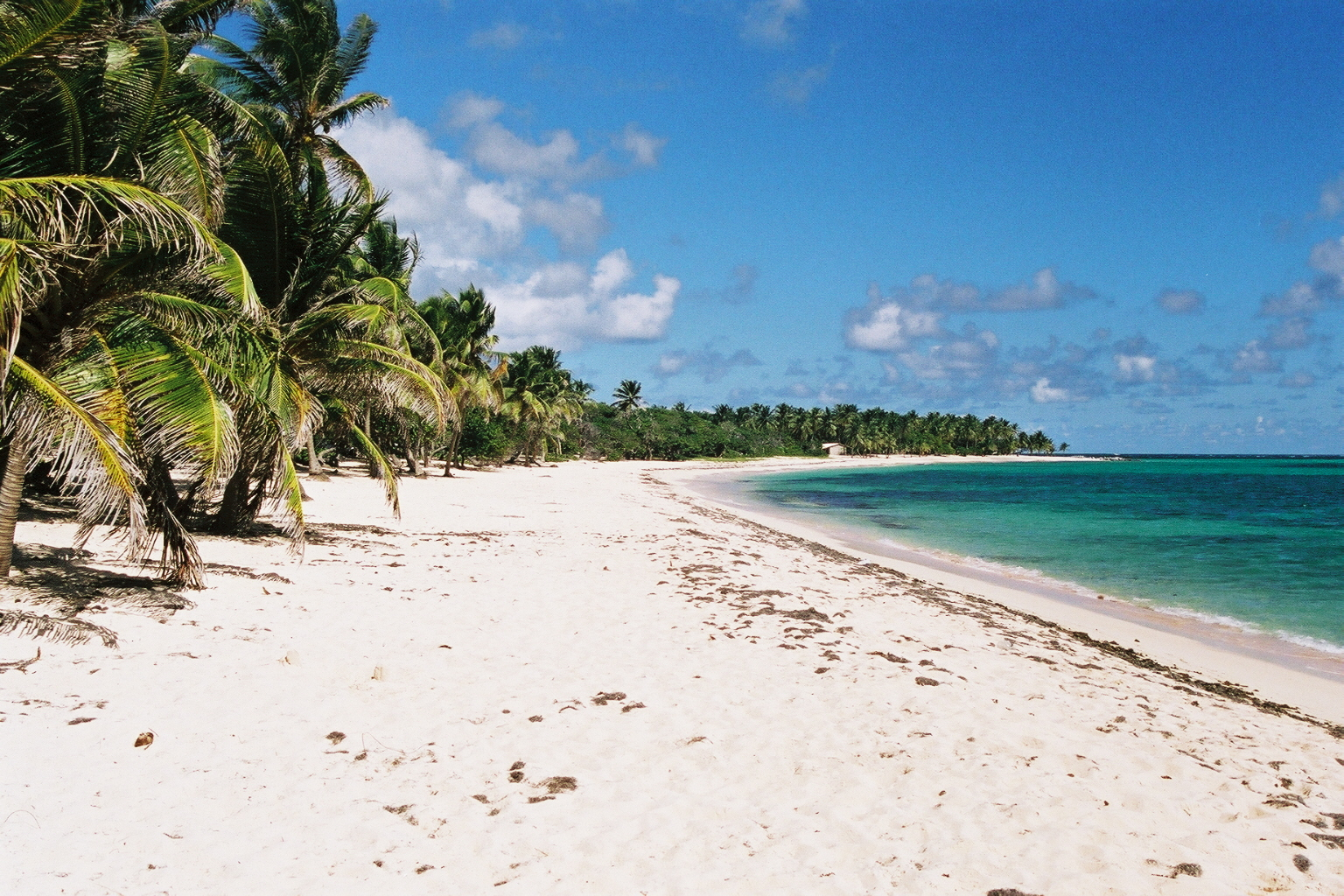
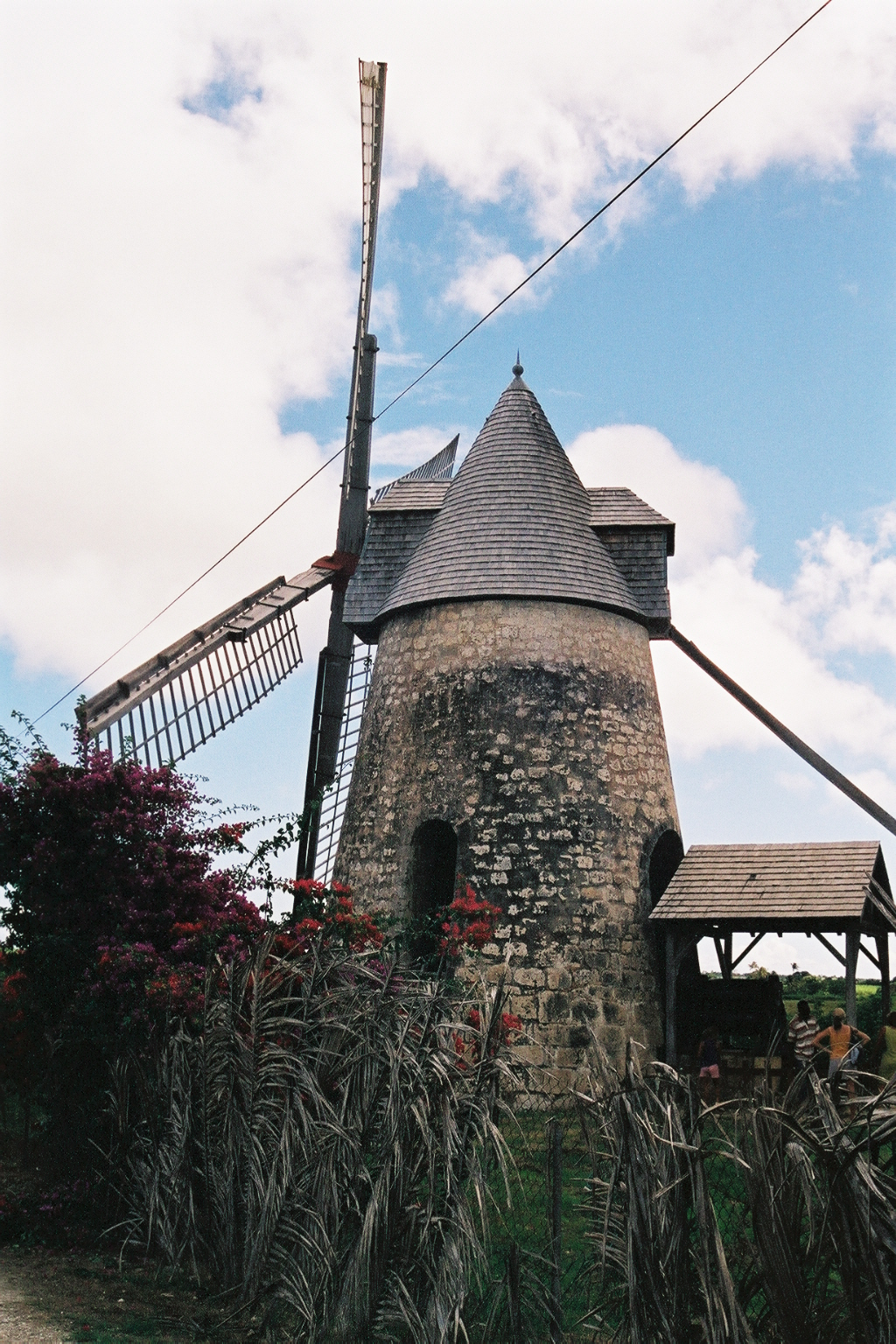